# Final del Campionat del Món de Clubs de futbol 2006
La final del Campionat del Món de Clubs de futbol 2006 es va disputar a l'Estadi Internacional de Yokohama, al Japó, el 17 de desembre de 2006.
El partit es va disputar entre l'Internacional del Brasil, campió de la màxima competició de clubs de la CONMEBOL, i el FC Barcelona campió de la lliga de campions de la UEFA. L'Internacional va guanyar 1–0, després d'un contraatac liderat per Iarley que acabà amb un gol marcat per Adriano Gabiru al minut 82, en un estadi on hi havia 67,128 espectadors. L'Internacional va guanyar així el seu primer Campionat del Món de Clubs/Copa Intercontinental i el FC Barcelona es va quedar encara sense cap títol. Deco fou escollit com a millor jugador del partit.

## Camí a la final
| Internacional                              | Equip             | FC Barcelona                                                                 |
| ------------------------------------------ | ----------------- | ---------------------------------------------------------------------------- |
| CONMEBOL                                   | Confederació      | UEFA                                                                         |
| Campió de la Copa Libertadores 2006        | Classificació     | Campió de la Lliga de Campions de la UEFA 2005–06                            |
| Exempt                                     | Ronda de play-off | Exempt                                                                       |
| Exempt                                     | Quarts de final   | Exempt                                                                       |
| 2–1 Al-Ahly · (Pato 23', Luiz Adriano 72') | Semifinals        | 4–0 Club América · (Guðjohnsen 11', Márquez 30', · Ronaldinho 65', Deco 85') |

## Detalls del partit

### Detalls
| Internacional      | 1–0     | FC Barcelona |
| ------------------ | ------- | ------------ |
| Adriano Gabiru 82' | Detalls |              |

| Internacional | Barcelona |

|             |    |                     |       |     |
|             |    |                     |       |     |
| GK          | 1  | Clemer              |       |     |
| RB          | 2  | Ceará               |       |     |
| CB          | 3  | Índio               | 45'   |     |
| CB          | 4  | Fabiano Eller       |       |     |
| LB          | 15 | Rubens Cardoso      |       |     |
| DM          | 8  | Edinho              |       |     |
| RM          | 5  | Wellington Monteiro |       |     |
| LM          | 7  | Alex                |       | 46' |
| AM          | 9  | Fernandão (c)       |       | 76' |
| CF          | 10 | Iarley              | 90+3' |     |
| CF          | 11 | Alexandre Pato      |       | 61' |
| Suplents:   |    |                     |       |     |
| MF          | 17 | Fabián Vargas       |       | 46' |
| FW          | 18 | Luiz Adriano        |       | 61' |
| FW          | 16 | Adriano Gabiru      | 84'   | 76' |
| Entrenador: |    |                     |       |     |
| Abel Braga  |    |                     |       |     |

|                |    |                          |     |     |
|                |    |                          |     |     |
| GK             | 1  | Víctor Valdés            |     |     |
| RB             | 11 | Gianluca Zambrotta       |     | 46' |
| CB             | 4  | Rafael Márquez           |     |     |
| CB             | 5  | Carles Puyol (c)         |     |     |
| LB             | 12 | Giovanni van Bronckhorst |     |     |
| DM             | 3  | Thiago Motta             | 55' | 59' |
| CM             | 24 | Andrés Iniesta           |     |     |
| AM             | 20 | Deco                     |     |     |
| RW             | 8  | Ludovic Giuly            |     |     |
| LW             | 10 | Ronaldinho               |     |     |
| CF             | 7  | Eiður Guðjohnsen         |     | 88' |
| Suplents:      |    |                          |     |     |
| DF             | 2  | Juliano Belletti         |     | 46' |
| MF             | 6  | Xavi                     |     | 59' |
| FW             | 18 | Santiago Ezquerro        |     | 88' |
| Entrenador:    |    |                          |     |     |
| Frank Rijkaard |    |                          |     |     |

| Millor jugador del partit: · Deco (FC Barcelona) Àrbitres assistents: · Carlos Pastrana (Honduras) · Leonel Leal (Costa Rica) · Quart àrbitre: · Mohamed Salleh Subkhiddin (Malaysia) | Regles del partit - 90 minuts. - 30 minuts de temps afegit si calgués. - Tanda de penals si el marcador encara estigués empatat - Dotze suplents - Màxim de tres canvis |

### Estadístiques
|                       | Internacional | Barcelona |
| --------------------- | ------------- | --------- |
| Gols marcats          | 1             | 0         |
| Xuts totals           | 10            | 17        |
| Xuts entre els 3 pals | 2             | 6         |
| Possessió             | 43%           | 57%       |
| Còrners               | 2             | 11        |
| Faltes comeses        | 25            | 15        |
| Fores de joc          | 5             | 1         |
| Targetes grogues      | 3             | 1         |
| Targetes vermelles    | 0             | 0         |